# Spirit of America (canción)
«Spirit of America» es una canción escrita por Brian Wilson y Roger Christian para el grupo de rock estadounidense The Beach Boys. Fue editada en su álbum Little Deuce Coupe de 1963.

## Historia
Las letras, escritas por Roger Christian, colaborador de The Beach Boys, fueron escritas como un homenaje a Craig Breedlove y su auto Spirit of America que rompió récords. Christian, que no solo trabajó con The Beach Boys, sino con otros artistas de surf rock, también escribió letras similares para "Ballad of Bonneville", una canción para la banda de Gary Usher, The Super Stocks. Usher dijo más tarde: "Roger le daría a Brian [Wilson], a Jan [Berry] y a mí letras similares, ¡y no nos diría que lo estaba haciendo! Al final resultó que, ¡no sabríamos esto hasta que las canciones fueran lanzadas! Las canciones en sí, o las ideas, eran muy parecidas, a pesar de que no fueron copiadas. Así fue como Roger hizo las cosas ".
La canción también se usó como el tema principal del álbum recopilatorio de la banda, Spirit of America, una secuela del álbum compilatorio número uno Endless Summer.

## Recepción
El crítico de AllMusic Matthew Greenwald dijo que era: "otro buen ejemplo de canciones sobre autos del equipo de composición de Brian Wilson/Roger Christian" y llegó a decir: "Todavía es una canción un tanto oscura en el canon de los Beach Boys, algo que no disminuye la calidad de la canción, a pesar de su temática un poco anticuada".